# Лермонтово (Краснодарський край)

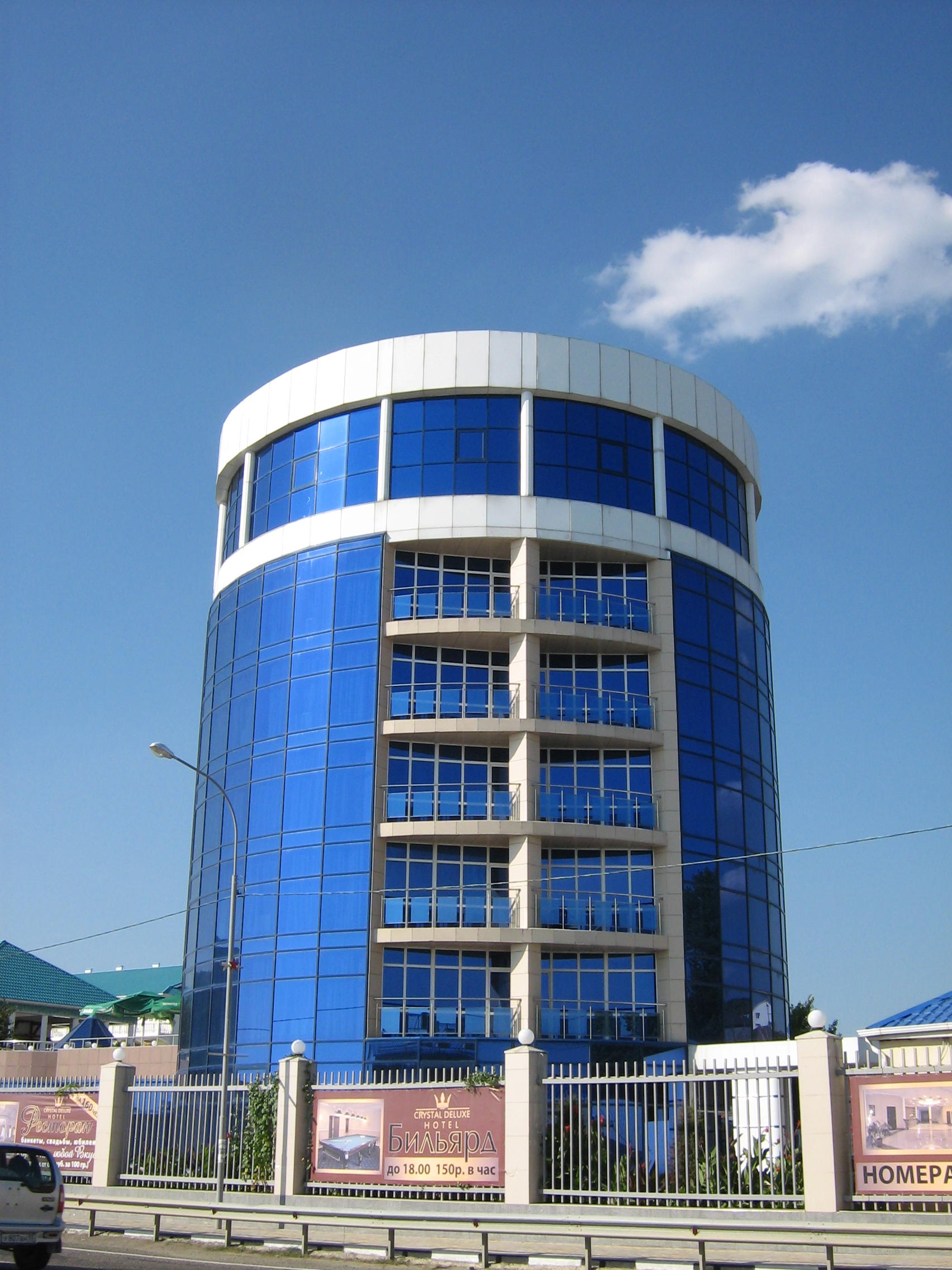

Лермонтово (рос. Лермонтово) — село в Туапсинському районі Краснодарского краю. У складі Тенгінського сільського поселення.
Населення — 1 100 осіб (1999).
Село розташоване на узбережжі Тенгінської бухти Чорного моря в гирлі річки Шапсухо, за 5 км східніше Джубги на автотрасі Туапсе — Новоросійськ. За 4 км вище за течією розташовано село Тенгінка. Названо на честь поета Михайла Лермонтова, поручика Тенгінського піхотного полку. Є пансіонати, дома відпочинку.